# ترولا
تِرْولا (به فنلاندی: Tervola) یک منطقهٔ مسکونی در فنلاند است که در لاپلند واقع شده‌است.

## خواهرخوانده
شهر سورومورسک خواهرخواندهٔ ترولا هست.